# Praomys tullbergi
Praomys tullbergi är en däggdjursart som först beskrevs av Thomas 1894.  Praomys tullbergi ingår i släktet afrikanska mjukpälsråttor, och familjen råttdjur. IUCN kategoriserar arten globalt som livskraftig. Inga underarter finns listade i Catalogue of Life.

## Utseende
Arten når en kroppslängd (huvud och bål) av 10 till 11,5 cm, en svanslängd av 13,5 till 16 cm och en vikt av 32 till 42 g. Bakfötterna är 2,0 till 2,4 cm långa och öronen är 1,5 till 1,7 cm stora. Den mjuka pälsen på ovansidan har en rödbrun färg med grå skugga och undersidans päls är gråaktig med undantag av vita områden på hakan, strupen och buken. På den långa svansen förekommer bara några glest fördelade styva hår. Ungar är mer mörkgråa och äldre ungdjur mer gråbruna.

## Utbredning
Denna gnagare förekommer i västra Afrika från Gambia till Kamerun samt på ön Bioko (Ekvatorialguinea). Den lever i låglandet och i bergstrakter upp till 1200 meter över havet. Praomys tullbergi vistas i regnskogar.

## Ekologi
Praomys tullbergi sover på dagen i håligheter mellan rötter eller i trädstammar som ligger på marken. Den letar på marken efter föda som utgörs av olika växtdelar som frön, frukter eller unga växtskott samt av myror, skalbaggar, gräshoppor och andra insekter.
Exemplar av olika kön kan leva i samma bo och andra individer har överlappande revir. Honor kan vara brunstiga under alla årstider och de flesta ungar föds vid slutet av den långa torra perioden eller vid slutet av den korta torra perioden. Dräktigheten varar 23 till 24 dagar och sedan föds upp till sex ungar. De diar sin mor 24 till 25 dagar. Efter 62 till 115 dagar kan ungdjur para sig för första gången. Arten faller offer för olika rovdjur.